# 1574
Cette page concerne l'année 1574  du calendrier julien.
L'année 1574 est une année commune qui commence un vendredi.

## Événements
- 1er janvier : fondation de Oropesa, future Cochabamba en Bolivie[1].
- 22 janvier : mort de Moulay abd-Allah[2]. Il laisse un Maroc pacifié, car il a maté les révoltes suscités par les marabouts et certains mouvements religieux. Début du règne de Mohammed el-Mottouakil, émir saadien du Maroc (fin en 1576).

- 28 février : premier autodafé de l’Inquisition au Mexique[3].

- 10 août-13 septembre : les Turcs ottomans reprennent définitivement Tunis aux Espagnols[4]. Othman dey exerce le pouvoir à Tunis (fin en 1610). Fin de la dynastie des Hafsides.
- 30 août : Gurû Ram Das (1544-1581) devient le quatrième Gurû du sikhisme[5]. Il fait construire le temple d’Amritsar.

- Octobre, Japon : Nobunaga Oda écrase la révolte des ikkō-ikki à Nagashima dans le delta du fleuve Kiso. Quelque vingt mille moines soldats payent de leur vie le soutien qu’ils ont accordé aux dernières familles qui tiennent tête à Nobunaga, les Asakura et les Asai[6].

- 22 novembre : le navigateur espagnol Juan Fernández découvre les îles qui portent son nom au large du Chili[7].
- 22 décembre : début du sultanat ottoman de Murad III (fin en 1595)[8]. Sa première épouse, Safiyé, issue de la famille vénitienne des Baffo, tient les rênes du pouvoir jusqu'en 1603). Le sultan se confine dans son harem où il se livre à la débauche.

- Prise de Vientiane par Bayinnaung. Début de la période de suzeraineté birmane sur le Lan Xang, actuel Laos (fin en 1591)[9].
- En Inde, l’imam Abul al-Fazl ibn Mubarak (1551-1602) entre au service d’Akbar comme conseiller et historiographe[10].

### Europe

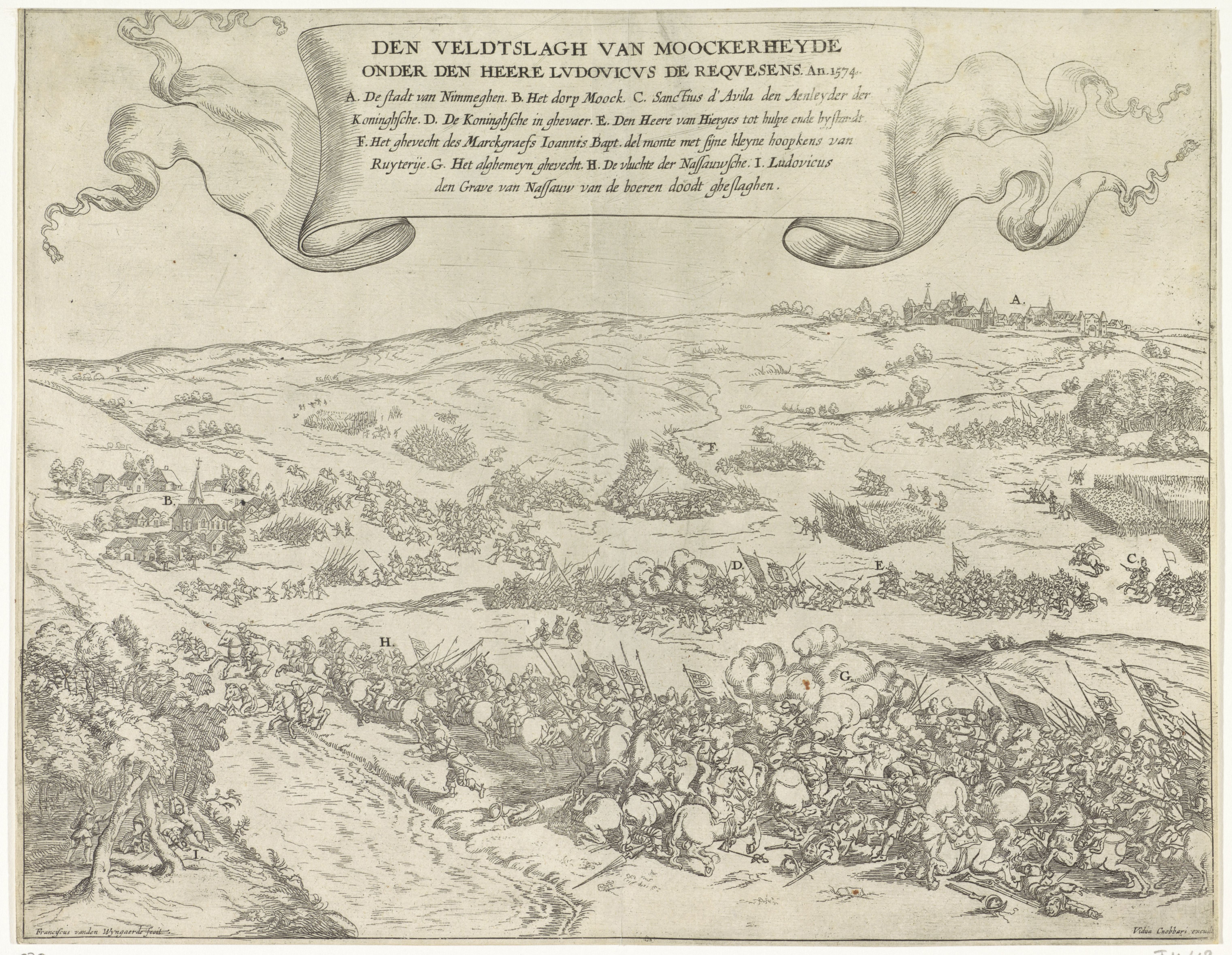
14 avril : bataille de Mook

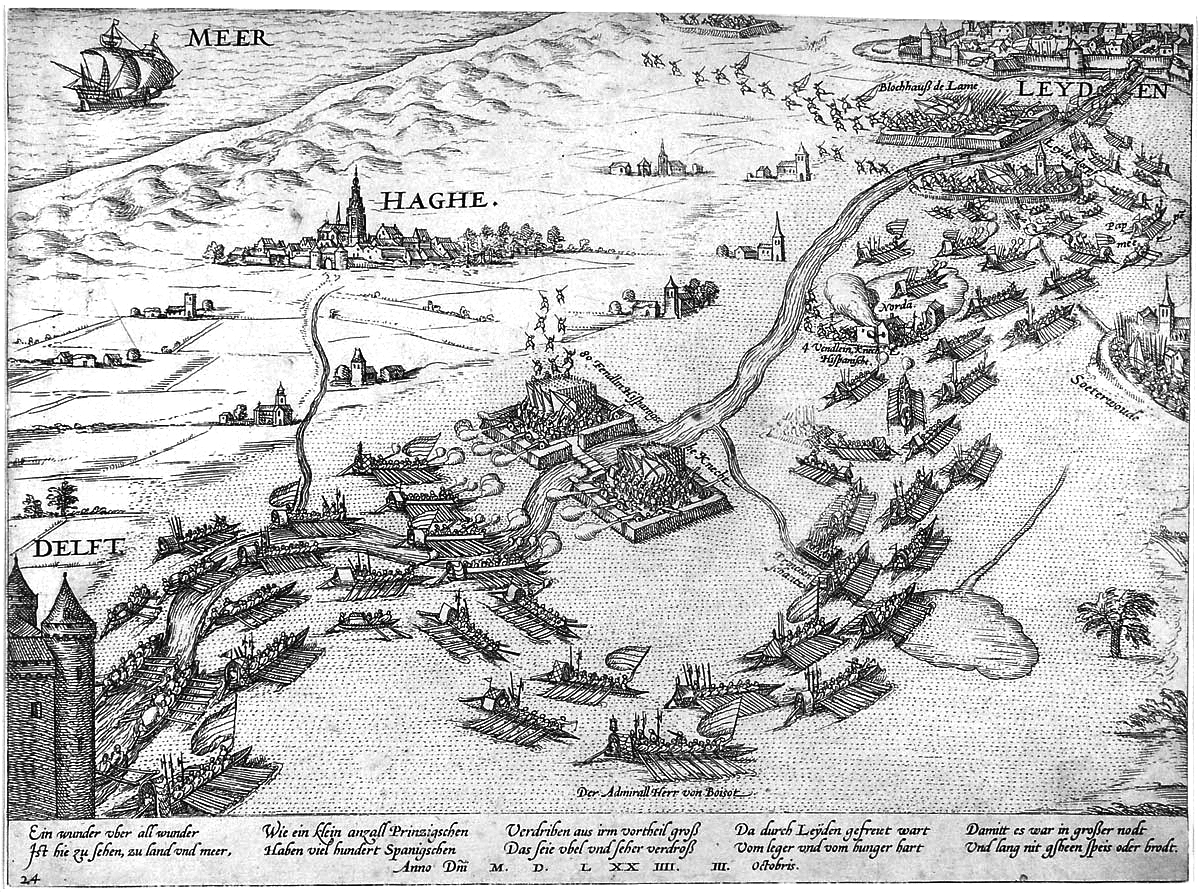
Secours de Leyde par les Gueux de la mer.

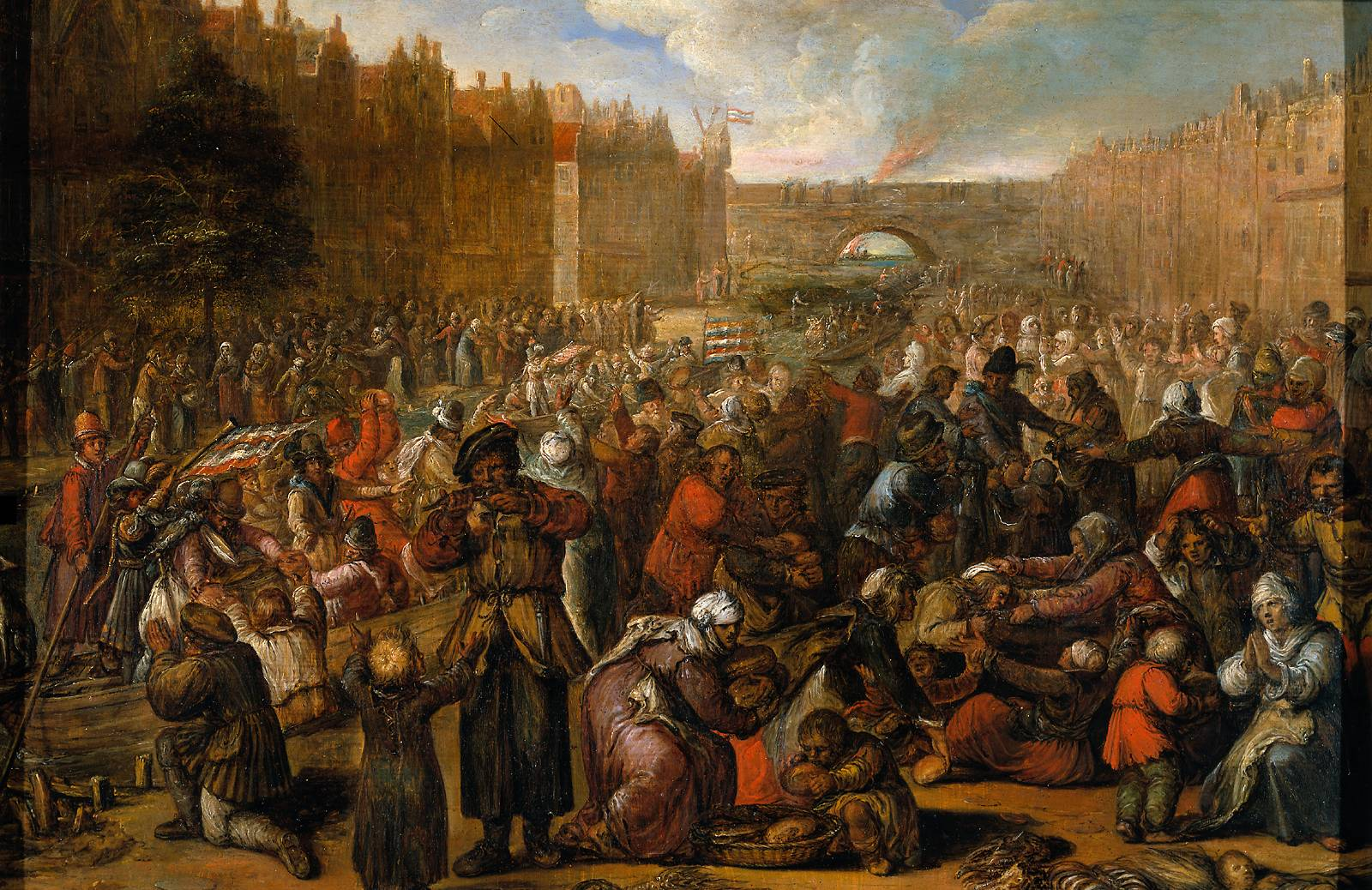
3 octobre : levée du siège de Leyde.

- 24 janvier-18 juin : le futur Henri III règne sur la Pologne sous le nom d'Henri Ier[11].
- 29 janvier : la flotte espagnole est vaincue par les Gueux de la mer à la bataille de Reimerswaal, sur l'île de Walcheren[12].
- 18 février : capitulation de Middelbourg[13].
- 21 février :  Henri Ier de Pologne est couronné à Cracovie[14].
- 21 mai : Francisco Valdès doit abandonner le siège de Leyde à l'entrée de Louis de Nassau dans les Pays-Bas[15].

- 1er avril : Caspar Peucer est arrêté pour cryptocalvinisme (en)à Wittemberg puis transféré à Dresde. Les philippistes, disciples de Philippe Mélanchthon, (Georg Cracow (en), Caspar Peucer, Christian Schütz (de), Johann Stössel (en)) sont chassés de l’université de Wittemberg parce qu’ils cherchent une voie moyenne entre la théologie luthérienne et le catholicisme tridentin[16].
- 14 avril : défaite et mort de Louis et d’Henry de Nassau à la bataille de Mook près de Nimègue face à Réqueséns, gouverneur des Pays-Bas[17].

- 21 avril : mort de Cosme Ier de Toscane. François Ier de Médicis devient grand-duc de Toscane (fin en 1587)[18].

- 26 mai : reprise du siège de Leyde par les Espagnols de Francisco Valdès. Les rebelles rompent les digues autour de Leyde assiégée, ce qui permet aux gueux de mer de secourir la ville en naviguant sur les plaines inondées. Réqueséns doit lever le siège le 3 octobre[15].
- 30 mai : nouvelle victoire des Gueux à la bataille navale de Lillo[19].
- 9-12 juin : bataille d'Oblutsch. Le voïévode de Moldavie Ioan II Voda, révolté contre la Porte, capitule après trois jours de combat[20] ; il est assassiné puis écartelé par les Janissaires le 14[21].
- 25 juin[21] : début du premier règne de Pierre le Boiteux (1534-1594), voïévode de Moldavie (1574-1577, 1578-1579, 1582-1591). Le règne de Pierre le Boiteux, descendant de Vlad Dracula, est troublé par des attaques de prétendants venus d’Ukraine et soutenus par le tsar Ivan le Terrible.
- 18 juin : à l’annonce de la mort de son frère Charles IX, Henri quitte la Pologne pour ceindre la couronne de France[11].
- 28 septembre : François Marie II della Rovere devient duc d'Urbino (fin en 1631)[22].
- 7 octobre : Pignerol, Savillan et La Perouse sont rendus par le roi de France à la Savoie[23].
- 10-13 octobre : des étudiants catholiques attaquent un temple protestant à Cracovie. Le 11, ils sont rejoints par des artisans et des vagabonds. L'intervention des protestants armés fait trois morts. Les étudiants sont couverts par le recteur de l'université, mais cinq artisans sont décapités[24].

- Arrivée clandestine de missionnaires jésuites en Angleterre, formés par William Allen[25].

- L’empereur Maximilien II permet à la noblesse de pratiquer publiquement le culte luthérien[26].

- Année exceptionnellement chaude en Allemagne du Sud[27].

## Naissances en 1574
- 23 janvier ou 25 janvier : Lucas Franchoys l'Ancien, peintre flamand († 16 septembre 1643).

- 1er mars : Yūki Hideyasu, daimyo de l'époque Azuchi Momoyama et du début de l'époque d'Edo († 2 juin 1607).
- 5 mars :
  - George Dousa, érudit néerlandais († 14 janvier 1619).
  - Frédéric IV du Palatinat, comte palatin du Rhin († 9 septembre 1610).
  - William Oughtred, mathématicien anglais († 30 juin 1660).
- 7 mars : John Wilbye, compositeur anglais († vers septembre 1638).
- 19 mars : Usta Mourad, armateur corsaire, devenu dey de Tunis († juin 1640).

- 6 avril : Orazio Borgianni, peintre baroque italien († 14 janvier 1616).
- 26 avril :
  - Marie de Beauvilliers, religieuse française († 21 avril 1657).
  - Tommaso Caccini, moine et prédicateur dominicain italien († 12 janvier 1648).
- 27 avril : Philip Rubens, philologue flamand († 28 août 1611).
- ? avril : Matteo Zaccolini, religieux, peintre et théoricien de la peinture italien († 13 juillet 1630).

- 6 mai : Innocent X, pape italien († 6 janvier 1655).
- 14 mai :
  - Daniel Dumonstier, dessinateur et peintre français († 22 juin 1646).
  - Francesco Rasi, compositeur, chanteur d'opéra, claveciniste, joueur de chitarrone et poète italien († 30 novembre 1621).
- 30 mai : Giulio Cesare Procaccini, peintre et graveur italien († 14 novembre 1625).

- 20 juin : Guillaume Kettler, duc de Courlande († 7 avril 1640).

- 2 juillet : Dorothée-Marie d'Anhalt, membre de la Maison d'Ascanie, princesse d'Anhalt et duchesse de Saxe-Weimar († 18 juillet 1617).
- 10 juillet : Claire de Poméranie, membre de la Maison des Griffons, duchesse de Mecklembourg-Schwerin-Ivenack et Brunswick-Dannenberg-Hitzacker († 19 février 1623).
- 23 juillet : Balthasar Moretus, imprimeur flamand († 8 juillet 1641).
- 24 juillet : Thomas Platter le Jeune, botaniste et médecin suisse († 4 décembre 1628).
- 29 juillet : Jérôme Aléandre le Jeune, humaniste et érudit italien († 9 mars 1629).

- 7 août : Robert Dudley, explorateur anglais († 6 septembre 1649).
- 28 août : Frédéric IV de Brunswick-Lunebourg, duc de Brunswick-Lunebourg et prince de Lunebourg († 10 décembre 1648).
- 30 août : Albert Szenczi Molnár, pasteur calviniste, linguiste, philosophe, poète, écrivain religieux, traducteur et éditeur hongrois († 17 janvier 1634).
- ? août : Henri Libert, orfèvre des Pays-Bas espagnols († vers 1635).

- 1er septembre : Claude Ménard, érudit, magistrat, puis prêtre catholique français († 20 janvier 1652).
- 4 septembre : Thomas Gataker, théologien et critique anglais († 27 juillet 1654).
- 6 septembre : Louis Sotelo, frère franciscain espagnol († 25 août 1624).
- 18 septembre : Claudio Achillini, juriste et écrivain italien († 1er octobre 1640).
- 29 septembre :
  - Michael Piccart, philosophe et philologue allemand († 2 juillet 1620).
  - Ludovic Stuart, noble écossais, 2e duc de Lennox et 1er duc de Richmond († 16 février 1624).

- 9 octobre : Élisabeth de Lorraine, première épouse du duc Maximilien Ier de Bavière († 4 janvier 1635).
- 25 octobre : François d'Escoubleau de Sourdis, cardinal français, archevêque de Bordeaux († 8 février 1628).

- 4 novembre : Henri Dupuy, professeur et philologue néerlandais († 17 septembre 1646).
- 5 novembre : Charlotte de La Marck, princesse de Sedan et duchesse de Bouillon († 15 mai 1594).
- 10 novembre : Marie-Christine d'Autriche, princesse transylvaine († 6 avril 1621).
- 30 novembre : Frédéric de Solms-Rödelheim, chambellan impérial, conseiller de guerre et colonel de la Guerre de Trente Ans († 15 septembre 1635).
- ? novembre : Louis Garon, écrivain lyonnais († 1631).

- 12 décembre :
  - Anne de Danemark, princesse de la maison d'Oldenbourg († 2 mars 1619).
  - Adam Venceslas de Cieszyn, prince de la dynastie Piast († 13 juillet 1617).
- 17 décembre : Pedro Téllez-Girón y Velasco, troisième duc d'Osuna, homme d'État espagnol († 24 septembre 1624).
- 18 décembre : Marie-Anne de Bavière, princesse allemande de la maison de Wittelsbach († 8 mars 1616).

- Date précise inconnue :
  - César Argelli, archevêque d'Avignon († 30 juillet 1648).
  - Richard Barnfield, poète anglais († 1627).
  - Nicolas Bourbon, homme d'Église et poète français néolatin († 6 août 1644).
  - Francesco Brizio,  peintre et graveur baroque italien de l'école de peinture de Bologne († 1623).
  - Jacques Bruneau de Tartifume, chroniqueur, écrivain, dessinateur et avocat français († 1636).
  - Hendrick Christiaensen, explorateur néerlandais († 1616).
  - Arnold Clapmarius, jurisconsulte allemand († 1er juin 1604).
  - Nicolas Coeffeteau, prédicateur, théologien, homme de lettres, historien et traducteur français († 21 avril 1623).
  - Flavia Damasceni Peretti, aristocrate italienne, petite-nièce du pape Sixte V et duchesse de Bracciano († 14 septembre 1606).
  - Claude Guichard Déageant, conseiller du Roi en son conseil d’État et privé († 1645).
  - Manuel Dias, missionnaire jésuite portugais († 4 mars 1659).
  - Bedrich de Donin, noble, voyageur et écrivain bohémien († 1634).
  - Johan van Dorth, général des Provinces-Unies († 17 juillet 1624).
  - Didier Dounot, juriste et mathématicien français († 1640).
  - Giovanni Faber, médecin anatomiste et botaniste romain d'origine bavaroise († 29 septembre 1629).
  - Hendrick Fayd'herbe, enlumineur, doreur, sculpteur en bois et en albâtre, dramaturge, poète et rhétoricien des Pays-Bas espagnols († 30 avril 1629).
  - Henryk Firlej, archevêque de Gniezno et primat de Pologne († 25 février 1626).
  - Robert Fludd, rosicrucien, médecin, physicien paracelsien, astrologue et mystique anglais († 8 septembre 1637).
  - Tarquinio Galluzzi, rhéteur et érudit italien († 28 juillet 1649).
  - Bartolomé García de Nodal, navigateur espagnol († 5 septembre 1622).
  - Louis de Gourdon de Genouillac, ecclésiastique français († 13 janvier 1653).
  - Marcantonio Gozzadini, cardinal italien († 1er septembre 1623).
  - Thomas Hunt, prêtre martyr catholique anglais († 11 juillet 1600).
  - Marguerite de Lalaing, comtesse de Berlaymont et vicomtesse d'Ervillers († 1650).
  - Corneille Lancelotz, religieux flamand, membre de l'ordre des Ermites de Saint Augustin († 20 octobre 1622).
  - Pierre L'Hermite, seigneur et gentilhomme français († 1632).
  - Matsukura Shigemasa, daimyo de la fin de l'époque Sengoku et du début de l'époque d'Edo († 19 décembre 1630).
  - Claude Morel, imprimeur-libraire français († 16 novembre 1626).
  - Tiberio Muti, cardinal italien († 14 avril 1636).
  - Louis de Neufgermain, poète français († 1662).
  - İbrahim Peçevi, historien de l'empire ottoman († 1649).
  - Nicola Sabbattini, architecte et scénographe italien († 25 décembre 1654).
  - Giulio Savelli, cardinal italien († 9 juillet 1644).
  - Marcus Sitticus, prince-archevêque de Salzbourg († 9 octobre 1619).
  - Francis Tregian, écrivain et musicien anglais († 1619).
  - Pietro Valier, cardinal italien († 9 avril 1629).

- Vers 1574 :
- Fulcran de Barrès, ecclésiastique français († 10 mars 1643).

## Décès en 1574
- 9 janvier : Giovanni Battista Giraldi, écrivain, poète et philosophe italien (° 1504).
- 16 janvier : Joachim Westphal, théologien luthérien allemand (° 1510).
- 30 janvier : Damião de Góis, historien et philosophe humaniste portugais (° 2 février 1502).

- 1er février :
  - Abdallah el-Ghalib, quatrième sultan de la dynastie saadienne (° 1517).
  - Jacques Charpentier, docteur en philosophie et en médecine français[28] (° 1524).
- 8 février : Ennemond Bonnefoy, jurisconsulte français (° 20 octobre 1536).
- 11 février : Maeba Yoshitsugu, vassal du clan Asakura à la fin de l'époque Sengoku du Japon féodal (° 1541).
- ? février : Domenico Ferrabosco, compositeur et chanteur italien (° 14 février 1513).

- 5 mars :
  - Hélène d'Autriche, archiduchesse d'Autriche (° 7 janvier 1543).
  - Philippe de Noircarmes, chef militaire des Pays-Bas habsbourgeois au service de Charles-Quint puis de Philippe II d'Espagne (° vers 1530).
- 9 mars : Giovanni Maria Barbieri, philologue italien (° 1519)[29].
- 18 mars : Lattanzio Gambara, peintre maniériste italien  (° vers 1530).

- 5 avril : Catalina Tomas, béatifiée en 1792 par le pape Pie VI et canonisée en 1930 par le pape Pie XI (° 1er mai 1533).
- 14 avril :
  - Louis de Nassau, gouverneur de la principauté d'Orange (° 10 janvier 1538).
  - Henri de Nassau-Dillenbourg, enfant de Guillaume de Nassau et de Julienne de Stolberg et frère de Guillaume Ier d'Orange-Nassau (° 15 octobre 1550).
- 17 avril : Joachim Camerarius l'Ancien, savant allemand (° 12 avril 1500).
- 21 avril : Cosme Ier de Toscane, personnalité politique, duc de Florence et premier grand-duc de Toscane (° 12 juin 1519).
- 30 avril : Joseph Boniface de La Môle, favori du prince François d'Alençon sous le règne du roi Charles IX (° 1526).
- ? avril : Geoffroy de Caumont, baron de Caumont, une des plus grosses fortunes de France au début des guerres de religion (° vers 1525).

- 4 mai : Asakura Kageaki, samouraï de la fin de l'époque Sengoku de l'histoire du Japon (° 1529).
- 18 mai : Albertus Risaeus, réformateur protestant (° 1510).
- 30 mai : Charles IX, roi de France, sans postérité (° 27 juin 1550).

- 14 juin : Ioan II Voda, prince de Moldavie (° vers 1521).
- 20 juin : Antoine de Créquy, cardinal de Saint-Tryphon, il fut conseiller du roi Charles IX (° 17 juillet 1531).
- 26 juin : Gabriel Ier de Montgomery, exécuté (° 1530).
- 27 juin : Giorgio Vasari, à Florence, écrivain, peintre et architecte italien, réputé pour les biographies qu’il consacra aux plus grands artistes de la Renaissance italienne (° 30 juillet 1511).

- 21 juillet : Giulio Acquaviva d'Aragona, cardinal italien (° 1546).

- 15 août : Jerónimo Luis de Cabrera, conquistador espagnol, fondateur de la ville argentine de Córdoba (° 1538).
- 24 août : Charles de Téligny, seigneur de Lierville, Le Chastelier et de Montreuil-Bonnin, un des chefs protestants assassiné le jour de la Saint-Barthélemy (° 1535).
- 27 août : Bartolomeo Eustachi, médecin italien (° vers 1510).

- 15  septembre : Marguerite de France, fille de François Ier, roi de France et de sa première épouse Claude. Duchesse de Savoie par son mariage avec Emmanuel-Philibert (° 5 juin 1523).
- 17 septembre : Pedro Menéndez de Avilés, noble et marin espagnol qui fut corsaire, puis amiral (° 15 février 1519).
- 24 septembre : Antoine Ier d'Albon, archevêque d'Arles puis de Lyon (° 1521).
- 28 septembre : Guidobaldo II della Rovere, fils de François Marie Ier della Rovere et d'Éléonore Gonzague, fut duc d'Urbino en 1538 (° 2 avril 1514).
- ? septembre : Anton Francesco Doni, homme de lettres, éditeur et traducteur italien (° 16 mai 1513).

- 30 octobre : Marie de Clèves, princesse de Condé (° 1553).

- ? novembre : Robert White, compositeur anglais (° vers 1538).

- 4 décembre : Georg Joachim Rheticus, astronome et mathématicien autrichien (° 15 février 1514).
- 10 décembre : Ascanio Condivi, écrivain italien (° 1525).
- 12 décembre : Sélim II, sultan ottoman, fils et successeur de Soliman le Magnifique et de son épouse Roxelane (° 28 mai 1524).
- 22 décembre : Alessandro Crivelli, cardinal italien (° 1514).
- 26 décembre : Charles de Lorraine, duc de Chevreuse, archevêque de Reims, évêque de Metz, élevé au cardinalat en 1547 (° 17 février 1524).

- Date précise inconnue :
  - Bogdan IV Lăpușneanu, prince de Moldavie (° 19 mai 1555).
  - Dirk Crabeth, peintre de vitraux néerlandais (° 1501).
  - René de Goulaine de Laudonnière, explorateur français huguenot (° vers 1529).
  - Giannotto Lomellini, doge de Gênes (° 1519).
  - Rafael Martí de Viciana, chroniqueur et historien valencien (° 1502).
  - Camillo Filippi, peintre italien (° 1500).
  - Léon Ier de Kakhétie, roi de Kakhétie de la dynastie des Bagrations (° 1505).
  - Francesco Menzocchi, peintre maniériste italien (° 1502).
  - Giacomo Zanguidi, peintre maniériste italien de l'école de Parme (° 25 juillet 1544).

- Vers 1574 :
- Joachim Bueckelaer, peintre flamand  (° vers 1534).